# Den stromů

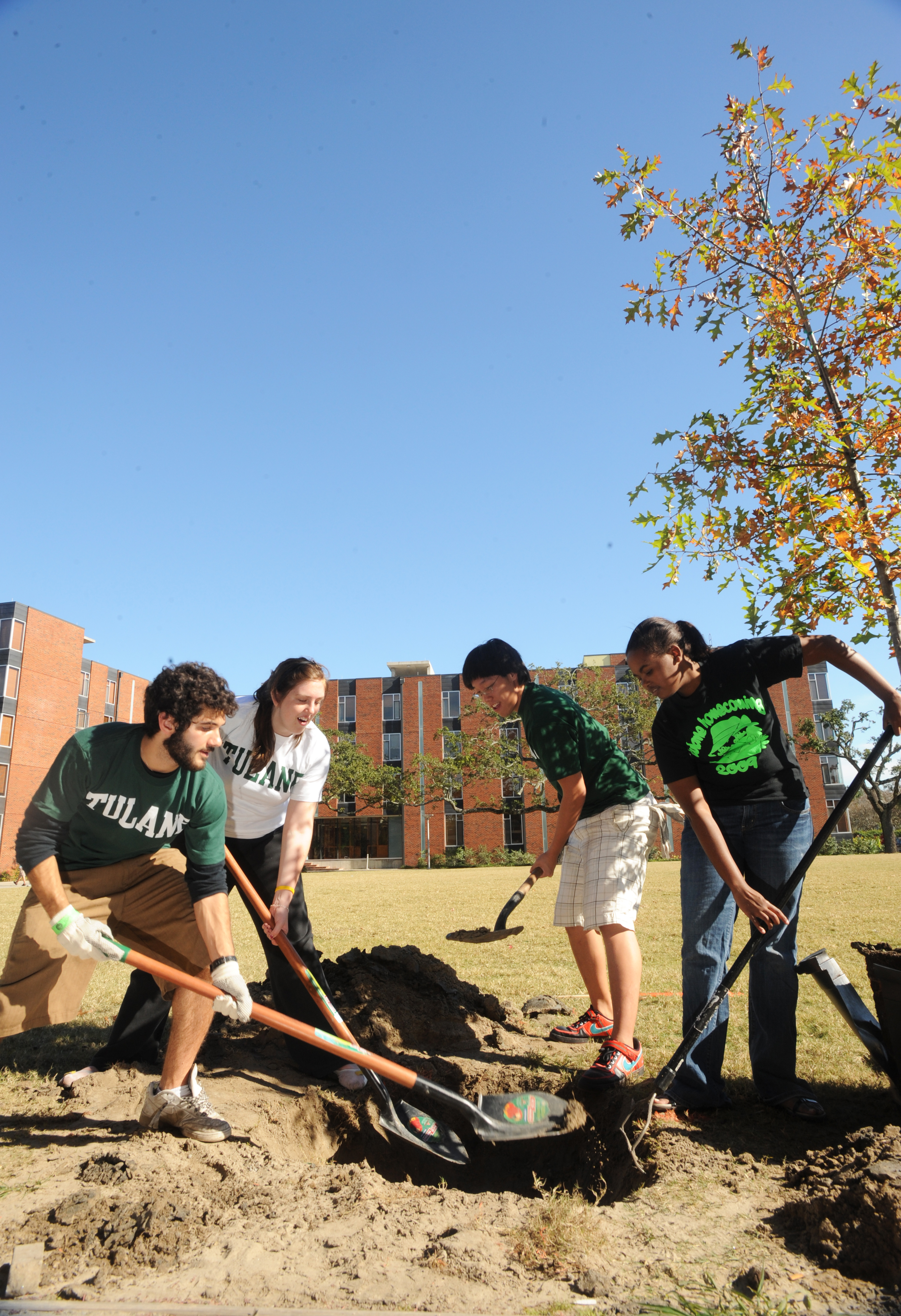
Sázení stromů v kampusu Tulanské univerzity (Tulane University) v New Orleansu, listopad 2009

Den stromů je svátek, který stromy oslavuje prostřednictvím jejich společného sázení. V současné době se Den stromů slaví ve více než 40 zemích světa. Většinou se slaví na jaře nebo na podzim, ale datum není celosvětově jednotné a liší se podle klimatických podmínek a doby vhodné k sázení stromů v jednotlivých zemích. V České republice připadá Den stromů na 20. října.

## Historie

### První den stromů na světě
Staré a posvátné háje byly uctívány, a proto i chráněny od nepaměti. Úcta k nim se přenášela z generace na generaci. První zdokumentovaný svátek sázení stromů je ze španělské vesnice Mondoñedo v roce 1594. Místo nazývané „Alameda de los Remedios“ a je stále osázené lipami a jírovci. V místě je instalovaná bronzová pamětní deska připomínají tuto událost.
V malé španělské obci Villanueva de la Sierra se konal první Den stromů novodobé historie. Sázení stromů jako svátek inicioval v roce 1805 místní kněz s nadšenou podporou všech občanů. („The History of Arbor Day“ at the Arbor Day Foundation. Accessed on April 26, 2013)

### Americký den stromů
Den stromů vznikl v USA ve státu Nebraska. Tamější krajina byla přibližně před 150 lety popisována jako krajina „bez stromů“, když osadník a novinář J. Sterling Morton začal v okolí svého domu pěstovat různé druhy stromů, keřů a květin. Povoláním však nebyl zahradník, ale novinář a vydavatel prvních novin v tomto americkém státě. A právě noviny využil k tomu, aby vyzval své spoluobčany k následování jeho příkladu – k pěstování stromů. Vysvětlil jim, že stromy zastavují větrnou erozi půdy a poskytují stín před pálícím sluncem. Svým nadšením dokázal strhnout velké množství lidí, a tak se zrodil „The Arbor Day“ (Den stromů), který připadl na 10. dubna 1872. V tento den bylo oficiálně vysázeno přes milion stromů a o dva roky později byl nebraským guvernérem R. W. Furnasem vyhlášen první oficiální Den stromů, který připadl na 22. dubna – což je datum narození J. S. Mortona. ("The History of Arbor Day" at the Arbor Day Foundation. Accessed on April 26, 2013.)
O uchování tradice, propagaci tohoto dne a společném sázení stromů se v USA nyní stará Arbor Day Foundation, která je největší takto zaměřenou organizací na světě.

### Den stromů ve světě

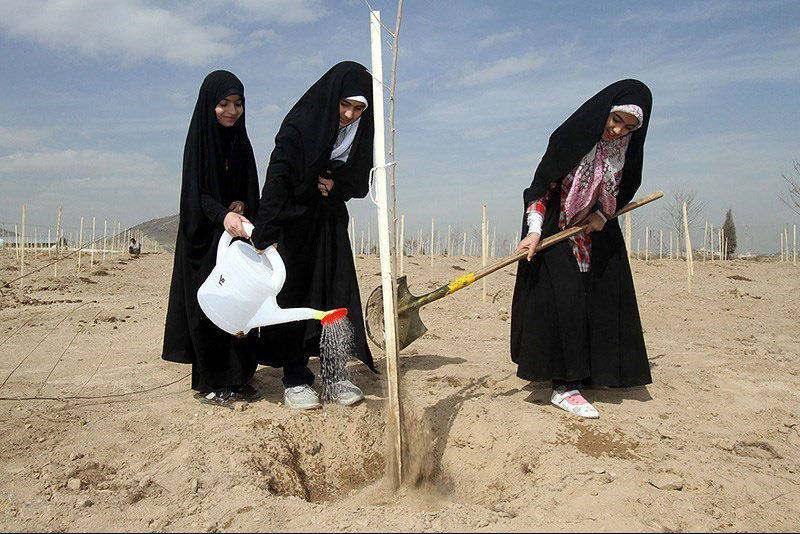
Dívky sázejí stromy v Mašhadu. Írán, březen 2014

Globalizaci Dne stromů inicioval Birdsey Northrop z Connecticutu v USA, který v roce v roce 1883 navštívil Japonsko a doporučil ve své zprávě Arbor Day (Den stromů) jako nástroj pro zlepšení kvality života v jednotlivých obcích.
V témže roce, americká asociace lesnictví jmenovala Northropa předsedou výboru pro propagační kampaň a šíření Arbor Day na celostátní úrovni. Jeho zásluhou se nadšení pro Arbor Day rozšířilo do Austrálie, Kanady a do Evropy.
V roce 1951 přijala FAO (Food and Agriculture Organisation) Spojených národů následující usnesení: "Konference shledala jako potřebné, aby si všichni lidé uvědomovali jak estetickou a psychologickou, tak i hospodářskou hodnotu lesa, a proto se doporučuje, aby se každoročně ve všech členských státech slavil světový svátek stromu, a to v době, kdy se to za lokálních podmínek zdá být příhodné."
V Izraeli je zvykem během svátku Tu bi-švat, který je znám též jako „Nový rok stromů“, vysazovat stromy. Tu bi-švat připadá většinou na konec ledna až na začátek února.

### Prvorepubliková tradice svátku stromů v Československu
Ochrana stromů ve středověku souvisela úzce s péčí o lesy. Jedním z nejstarších dochovaných předpisů je „Právo českého knížete Konráda Oty“ asi z roku 1189 o hospodaření v lese a trestech za jeho poškozování. Na svou dobu velmi pokrokový je „Řád lesní“ vydaný v roce 1754 Marií Terezií, který upravuje ochranu lesa a hospodaření v něm.
Na přelomu 19. a 20. století je pak historie ochrany a péče o stromy a zeleň úzce spjata se vznikem a prací okrašlovacích spolků. Prvním průkopníkem snahy o okrašlování a s tím spojenou výsadbou zeleně byl hrabě Jan Rudolf Chotek, který podporoval vysazování stromů, pěstování ovoce a zakládaní prvních parků. Roku 1804 otevřel v Praze veřejnosti Královskou oboru (Stromovku). Jeho syn Karel hrabě Chotek se pak zasloužil o založení sadů na pražských hradbách, parkovou úpravu Karlova náměstí, výsadbu alejí kolem nově budovaných silnic, okrašlování lázeňských měst a též o nařízení z roku 1833, kterým se měly ustanovovat komise, které by se staraly o zkrášlování měst a obcí. S pokračující industrializací se množí i snahy o ochranu přírody a jsou vyhlášeny první rezervace u nás – Žofínský a Hojnovodský prales (1838) a Boubínský prales (1858). Roku 1861 vzniká v Kutné hoře první okrašlovací spolek.
Dne 30. října 1904 byl v Praze v restauraci U Chotěrů založen Svaz českých okrašlovacích spolků v království Českém se sídlem v Praze. V té době bylo u nás takových spolků už 237. V letech 1904–1951 vydával svaz časopis Krása našeho domova. Po vzniku Československa se svaz přejmenoval na Svaz Československých spolků pro okrašlování a ochranu domoviny v Čechách, na Moravě ve Slezsku. Cílem svazu bylo: „okrašlovat, zalesňovat a zvelebovat obce, ale i chránit přírodu, květenu, rostlinstvo a zvířenu, jakož i geologické zvláštnosti, dbát o ochranu památek všeho druhu, pečovat o záchranu rázovitosti vynikajících venkovských a městských stavebních útvarů, udržovat ladná jejich seskupení, raditi v záležitosti staveb a zařízení vůbec po stránce estetické, chránit lidové umění i se zřetelem k předmětům movitým a pečovat o zachování zvláštností místopisných, a nakonec pečovat o zlepšení komunikací a podporovat tak turistický ruch a pobyt v letní sezóně.“
Nejčastější okrašlovací činnost prakticky spočívala v iniciativě a organizačních aktivitách při budování parků, sadů a alejí a následné péči o ně. Mezi další typické činnosti patřilo zatravňování prostorů před domy občanů i na veřejných prostranstvích a následná kosení trávy, které často financoval některý za zámožnějších členů spolku. Spolky též dohlížely na květinové výzdoby veřejných prostranství. Nezanedbatelná byla též jejich činnost politicko-ideová. Zejména po roce 1918 se okrašlovací spolky začaly intenzivně spolupodílet na udržování tradic a posilování vlastenectví. Známou, dodnes viditelnou, tradicí se stalo vysazování Lip svobody. (Zdroj: Storm, 2004)
Den stromů, organizovaný Svazem spolků okrašlovacích se poprvé masově slavil počátkem dubna roku 1906, a to např. v Líbeznících, Roudnici, Liboci a Podolí u Prahy, Dobříši, Kouřimi, Sedlčanech, Spáleném Poříčí, Příbrami, Sedlici u Blatné, Bojanově, Hořicích, Plzni, České Třebové, Krčíně, Říčanech, Čekanicích u Blatné, Kyšperku, Napajedlech a Pršticích u Brna, Klatovech a Nesvačilech u Rožmitálu. V roce 1920 tuto akci podpořilo svým výnosem i Ministerstvo školství a osvěty (zdroj: časopis Krása našeho domova, 1922). Už po roce 1918 se staral o záchranu starých stromů státní památkový úřad.

## Novodobá historie Dne stromů v České republice
S nápadem na obnovu této tradice v České republice přišli bývalý ředitel Botanické zahrady Univerzity Karlovy a známý popularizátor stromů Václav Větvička a dřevosochař Martin Patřičný. Datum první oslavy svátku stromů, Den stromů a dřeva bylo stanoveno na 20. října 2000, protože v mnoha lokalitách České republiky jde o vhodný termín pro sázení stromů a podzim je také časem, kdy jsou stromy nejkrásnější a hrají všemi barvami. V tento den slaví také narozeniny šansoniérka a přítelkyně stromů Hana Hegerová, jejíž koncert obnovenou tradici podpořil.

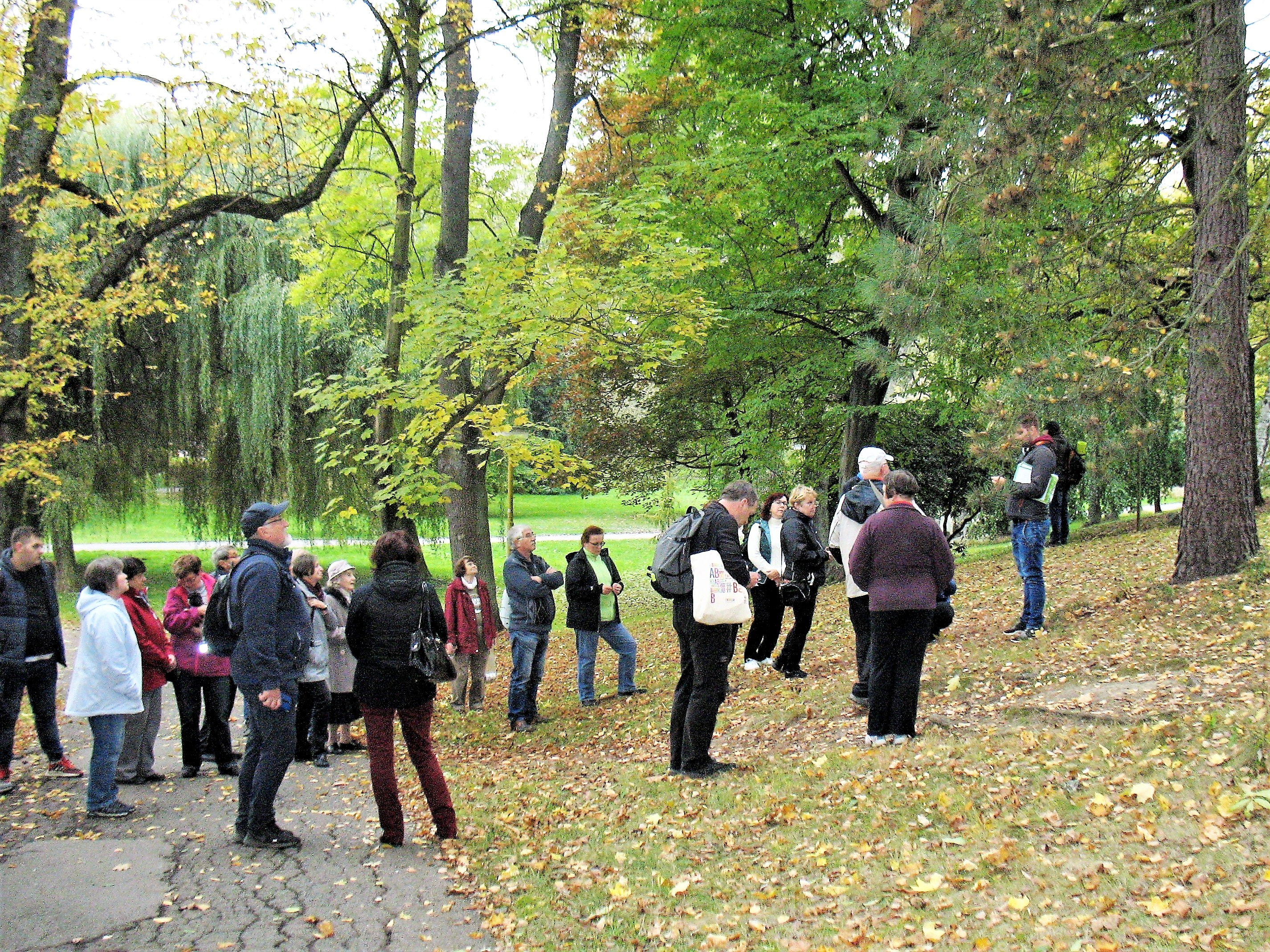
Návštěvníci Dne stromů při prohlídce Městského parku v České Lípě, říjen 2021

Myšlenku oslav Dne stromů a její inspiraci zahraniční tradicí rozvinula Nadace Partnerství. Ta v roce 2000 otevřela grantový a osvětový program Strom života s cílem podporovat komunitní sázení stromů. U jeho zrodu a propagace myšlenky byli Michal Veselý v pozici koordinátora programu, doc. Antonín Buček z Mendelovy univerzity a vlastník zahradnické firmy EDEN Miloš Netolický. Nadace Partnerství začala myšlenku Dne stromů rozvíjet a propagovat (od roku 2002 vycházel např. Stromový e-mailový časopis) a na webových stránkách www.stromzivota.cz začala vést databázi akcí organizovaných u příležitosti Dne stromů. V roce 2002 pak Nadace Partnerství uspořádala poprvé na Den stromů anketu Strom roku, inspirovanou anketou Brněnský strom roku organizovanou od roku 2000 Českým svazem ochránců přírody. Tato iniciativa byla reakcí na rozmáhající se kácení stromů v Brně a potřebou veřejně artikulovat vztah občanů ke stromům. Z dvanácti porotou vybraných finalistů soutěže vybrala veřejnost Popovský jasan, který získal 444 hlasů, druha byla Nepomyslská lípa s 300 hlasy a třetí Lípa u Izidora s 203 hlasy. Celkem v prvním ročníku hlasovaloanketě Strom 1400 příznivců stromů.
Strom roku 2002 byl slavnostně vyhlášen ministrem životního prostředí Liborem Ambrozkem na Den stromu na benefičním koncertu pro stromy se Zuzany Lapčíkové a Hany Hegerové v Divadle na Fidlovačce v Praze. Nadace Partnerství u té příležitosti pokřtila vlastním nákladem vydané CD Strom života Zuzany Lapčíkové s moravskými lidovými písněmi o stromech. Stromy se na Den stromů 2002 sázely v parku před Divadlem na Fidlovačce, dále pak v pražské Stromovce poničené záplavami, ve Vysokém Mýtě, v Kostelní Myslové, ve Křtinách, v Ochozu u Brna, Borovanech, u Kněžic a na Žďársku.
Úsilí propagovat stromy v České republice podpořila Marie Hrušková, která vydala sérii publikací s příběhy památných stromů a seriál České televize Paměť stromů (2003).
V roce 2011 u příležitosti Dne stromů uspořádala Nadace Partnerství rekord v sázení stromů v jeden den. Zapojilo se více než 4 tisíce lidí a vysadilo se téměř 7 tisíc stromů na 211 místech. Rekord zdokumentovala Agentura Dobrý den a je zapsán v České knize rekordů.
Tradice Dne stromů se v České republice, podobně jako v dalších více než 40 zemích světa, ujala a stromy se 20. října slavnostně a společně vysazují na mnoha místech nejrůznějšími ochranářskými spolky, školami i jednotlivci. Dne 20. října se tradičně vyhlašují i výsledky ankety Strom roku České republiky, která se v roce 2011 rozrostla do podoby Evropského stromu roku.